# ドミートリー・リヴァーノフ
ドミートリー・ヴィクトロヴィチ・リヴァーノフ（ドミトリー・リワノフ、ロシア語: Дми́трий Ви́кторович Лива́нов, ラテン文字転写: Dmitrii Viktorovich Livanov, 1967年2月15日 - ）は、ロシアの科学者、物理学者、政治家。
1990年モスクワ鉄鋼合金大学物理化学部を卒業する。1990年から1992年まで、同大大学院で学び「超伝導体と通常の金属における電子の相互作用のよる熱の移動」に関する論文で物理学と数学の博士候補の学位を受ける。1992年から2000年まで、大学で研究生活を送り理論物理学部助教授として教鞭を採る。
2004年ロシア連邦教育・科学省科学技術革新局長に就任する。2005年同省次官に任命される。2007年モスクワ鉄鋼金属大学学長に就任。2012年5月21日、ドミートリー・メドヴェージェフ内閣の教育・科学大臣として入閣する。
2012年5月21日から2016年8月19日までドミートリー・メドヴェージェフ内閣のロシア教育・科学大臣を経て、ウクライナ貿易経済関係大統領特別代表。教授、物理学および数学博士。
2016年8月19日、教育・科学相をオリガ・ヴァシーリエワと交代し、ウクライナ貿易経済関係大統領特別代表に任命された。2016年8月26日、ウクライナ経済開発貿易省はリヴァーノフとの接触について一切を否定している。